# Ratmir Bobowikow
Ratmir Stiepanowicz Bobowikow (ros. Ратмир Степанович Бобовиков, ur. 12 lipca 1927 w mieście Łodiejnoje Pole, zm. 1 sierpnia 2002) – radziecki działacz państwowy i partyjny.

## Życiorys
Od 1947 w WKP(b), 1951 ukończył Leningradzki Instytut Elektrotechniczny, później został kandydatem nauk technicznych. Od 1962 funkcjonariusz partyjny, w 1972 sekretarz Komitetu Miejskiego KPZR w Leningradzie, 1972-1978 sekretarz Komitetu Obwodowego KPZR w Leningradzie, 1976-1981 członek Centralnej Komisji Rewizyjnej KPZR. Od 19 kwietnia 1978 do 31 października 1980 II sekretarz Komitetu Obwodowego KPZR w Leningradzie, od listopada 1980 do grudnia 1983 przewodniczący Komitetu Wykonawczego Leningradzkiej Rady Obwodowej, od 16 grudnia 1983 do 10 sierpnia 1989 I sekretarz Komitetu Obwodowego KPZR we Włodzimierzu, 1981-1990 zastępca członka KC KPZR. Deputowany do Rady Najwyższej ZSRR 10 i 11 kadencji. Od 1989 na emeryturze.

## Odznaczenia
- Order Rewolucji Październikowej
- Order Czerwonego Sztandaru Pracy (czterokrotnie)
- Order „Znak Honoru”